# Bruno Müller
Bruno Müller   (valor desconegut, 11 d'octubre de 1902 - valor desconegut, 8 de juny de 1975) fou un remer alemany que va competir durant la dècada de 1920.
El 1928 va prendre part en els Jocs Olímpics d'Amsterdam, on disputà la prova del dos sense timoner del programa de rem. Formant parella amb Kurt Moeschter guanyà la medalla de bronze.